# Demonax coriaceocollis
Demonax coriaceocollis là một loài bọ cánh cứng trong họ Cerambycidae.